# Tenuipalpus jagatkhanaens
Tenuipalpus jagatkhanaens är en spindeldjursart som beskrevs av Sadana och Gupta 1984. Tenuipalpus jagatkhanaens ingår i släktet Tenuipalpus och familjen Tenuipalpidae. Inga underarter finns listade i Catalogue of Life.